# Малые Ерчики
Ма́лые Е́рчики (укр. Малі Єрчики) — село, входит в Сквирский район Киевской области Украины.
Население по переписи 2001 года составляло 466 человек. Почтовый индекс — 09010. Телефонный код — 4568. Занимает площадь 2,53 км². Код КОАТУУ — 3224084001.

## Местный совет
09010, Київська обл., Сквирський р-н, с.Малі Єрчики, ул.Леніна,16

## История
В XIX веке село Малые Ерчики было в составе Чубинецкой волости Сквирского уезда Киевской губернии. В селе была Михайловская церковь.